# Ophionereis porrecta
Ophionereis porrecta is een slangster uit de familie Ophionereididae.
De wetenschappelijke naam van de soort werd in 1860 gepubliceerd door Theodore Lyman.